# Pardosa paramushirensis
Pardosa paramushirensis là một loài nhện trong họ Lycosidae.
Loài này thuộc chi Pardosa. Pardosa paramushirensis được Nakatsudi miêu tả năm 1937.